# 마그마 탐험대
《마그마 탐험대》(Journey To The Center Of The Earth)는 미국에서 제작된 헨리 레빈 감독의 1959년 SF 모험 영화이다. 로버트 애들러 등이 주연으로 출연하였고 찰스 브래킷 등이 제작에 참여하였다. 이 영화의 줄거리는 20세기 폭스에 의해 배급되었다. 1864년 쥘 베른의 소설 지구 속 여행을 찰스 브래킷이 각색하였다.

## 출연

### 주연
- 로버트 애들러
- 다이안 베이커
- 팻 분

### 조연
- 메리 브래디
- 앨런 칼리우
- 아렌느 달
- 데이어 데이비드
- 알렉스 핀레이슨
- 제임스 메이슨
- 앨런 네이피어

## 제작진
- 원작자: 쥘 베른
- 공동제작: 마빈 밀러
- 협력프로듀서: 안소니 브룩스 애슐리
- 미술: 허먼 A. 블루멘달
- 미술: 라일 R. 휠러
- 의상: 데이빗 폴크스